# شيخ علي (أختاتشي الشرقي)
شیخ علي (بالفارسية: شیخ‌علی) هي قرية تقع في إيران في أذربيجان الغربية. يقدر عدد سكانها بـ 279 نسمة .